# ورکا
ورکا (به انگلیسی: Varca) یک زیستگاه انسانی در هند است که در South Goa واقع شده‌است.

## خصوصیات
ورکا ۴٬۸۵۹ نفر جمعیت دارد و ۰ متر بالاتر از سطح دریا واقع شده‌است.